# Rio Acima
Rio Acima é um município brasileiro do estado de Minas Gerais. Sua população recenseada em 2022 era de 10 261 habitantes.

## História
Teve suas origens no século XVIII. Em 1736, formou-se o povoado de Santo Antônio de Rio Acima, às margens do Rio das Velhas, impulsionado pela construção de uma capela que atraiu bandeirantes, mineradores e comerciantes. 
A região desempenhou um papel significativo durante o ciclo do ouro, servindo como ponto de passagem na Estrada Real.
Administrativamente, o povoado foi incorporado ao município de Sabará e, posteriormente, ao distrito de Santo Antônio do Rio Acima, pertencente a Nova Lima. Em 1923, o distrito passou a se chamar Rio Acima.
A emancipação política de Rio Acima ocorreu em 27 de dezembro de 1948, quando foi desmembrado de Nova Lima e elevado a categoria de município.

## Economia
A economia de Rio Acima e composta majoritariamente pelos setores industrial e de serviços. Em 2021, o PIB do município foi estimado em R$472,5 milhões, com PIB per capita de R$44.894,60, valor superior à média estadual de Minas Gerais no período.
O setor industrial representa 58,6% do valor adicionado bruto municipal, impulsionado especialmente pela atividade extrativa mineral. O setor de serviços, que inclui comércio, alojamento, alimentação e transporte, responde por 25,8% da economia, enquanto a administração pública representa 15,4%. A agropecuária tem participação reduzida, com apenas 0,2% do valor adicionado bruto.
Entre 2006 e 2021, o PIB do município cresceu 189,9%, com aumento de 247,2% nos últimos cinco anos do período, indicando desempenho acima da média regional. No mercado formal de trabalho, o município registrava cerca de 1.900 empregos com carteira assinada até abril de 2025, com remuneração média mensal de R$2.500, inferior a média estadual de R$2.900. As principais ocupações incluem motoristas de caminhão, professores de ensino fundamental e assistentes administrativos.
Nos últimos anos, o turismo ecológico tem ganhado relevância na economia local, devido a localização de Rio Acima em uma área de proteção ambiental e à proximidade com o Parque Nacional da Serra da Gandarela, que atrai visitantes interessados em trilhas, cachoeiras e atividades ao ar livre.

## Transporte
É cortado pela Linha do Centro da antiga Estrada de Ferro Central do Brasil, que alcançou Rio Acima em 1891, ainda com o nome de Estrada de Ferro D. Pedro II, por onde trafegam trens cargueiros da MRS Logística, ligando a cidade ao norte de Minas e ao Rio de Janeiro. Os trens suburbanos de passageiros da antiga RFFSA trafegaram pela cidade ligando-a à capital mineira até 1996. Já trens turísticos circularam pela cidade até o ano de 2015. 

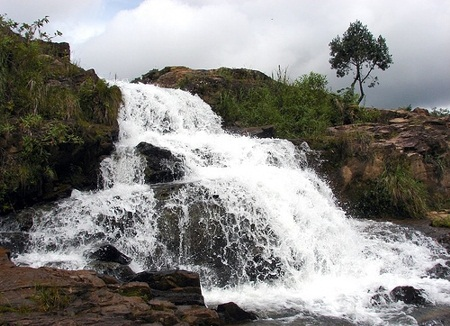
Cachoeira do Viana

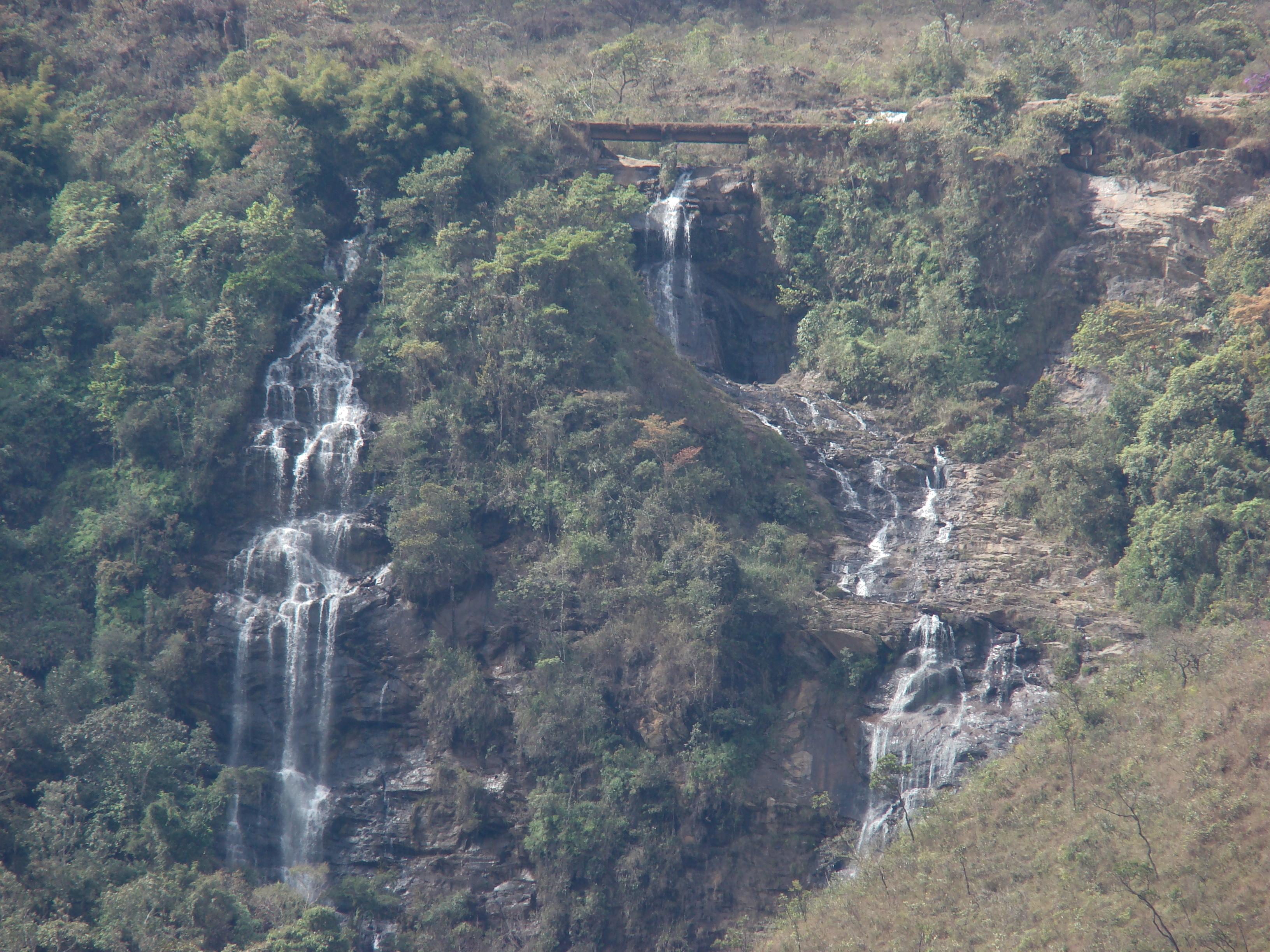
Cachoeira do Índio